# Asztrolábium

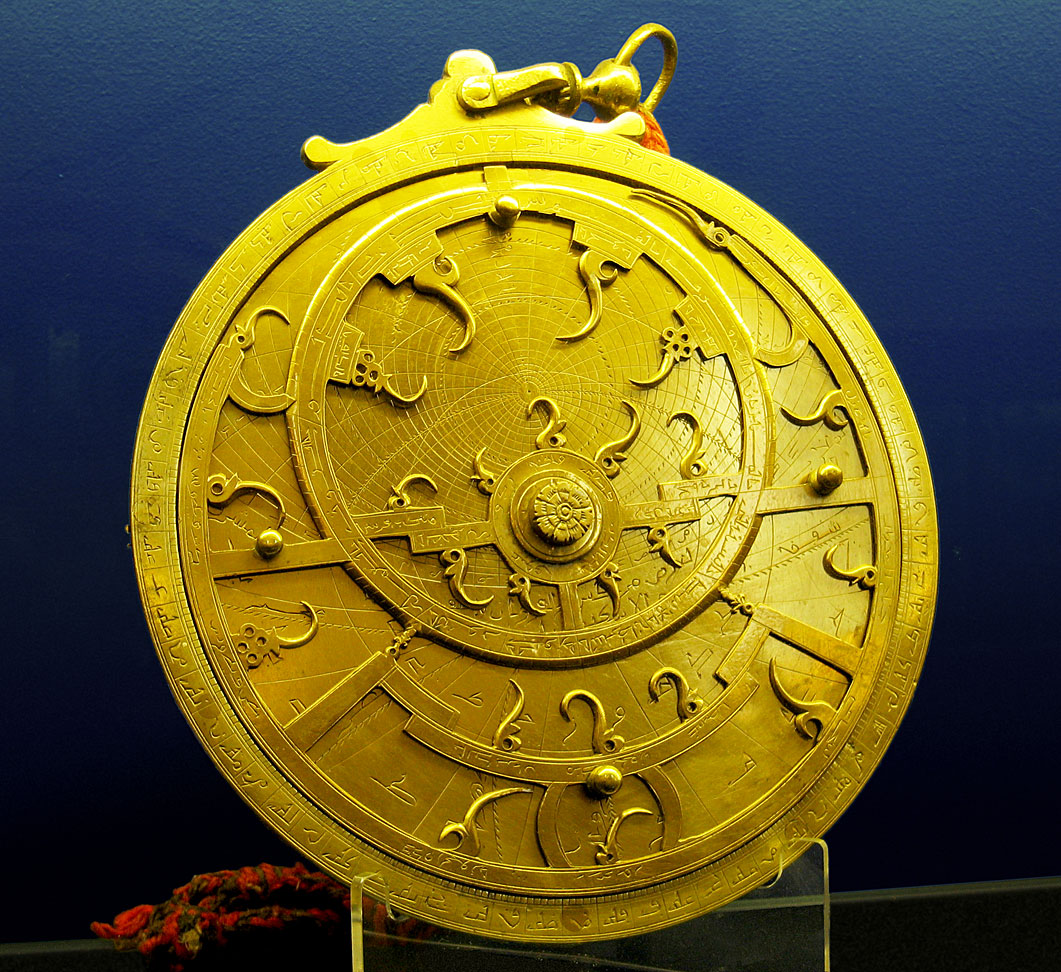
Perzsa asztrolábium a 18. századból

Az asztrolábium (csillagóra) egy olyan eszköz, mely bizonyos csillagászati számítások gyors elvégzését teszi lehetővé analóg, illetve grafikus úton. Az első asztrolábiumok megjelenése az i. sz. 1. századra tehető, de a megalkotásához szükséges matematikai háttér már az i. e. 3. században rendelkezésre állt Hipparkhosz és Apollóniosz jóvoltából. Egyesek szerint kifejlesztése Alexandriai Hüpatia egyiptomi tudósnőhöz köthető. Az ománi partoknál egy 1503-ban elsüllyedt portugál hajó roncsában találtak egy asztrolábiumot 2014-ben, melyet a világ legrégebbi tengeri csillagórájaként ismertek el és bekerült a Guinness Rekordok Könyvébe.
Legfőbb alkalmazásai a következők:
- Adott földrajzi szélességen a dátum ismeretében a helyi valódi idő meghatározása néhány perces pontossággal (a Nap vagy a fényesebb csillagok horizont feletti magassága megmérése után).
- Napi csillagászati események, a Nap, a Hold, a csillagok kelte, delelése és nyugta meghatározása (adott napon, Nap esetén a szoláris, Hold esetén lunáris naptári dátum ismeretében).
- A fordított műveletek lehetőséget adnak a hely földrajzi szélességének meghatározására adott dátum esetén, az időpont vagy a napi csillagászati esemény ismeretében. Ezzel az alkalmazással múlhatatlanul fontos szerepet nyert a középkori tengeri navigációban. Később a műszerek (szextáns, oktáns…) és a táblázatok pontosabbá válása, illetve az ingaóra feltalálása után szerepe elhalványult.
- További mérésekkel, illetve táblázatokkal kiegészítve igen gazdag alkalmazásai vannak a szférikus csillagászati és az asztrológiai számításokban.

Összefoglalóan elmondhatjuk, hogy az asztrolábium a rajta lévő, legfényesebb csillagok és az ekliptika pontjainak (adott esetben a Nap, a Hold, a bolygók és az állatövi jegyek) horizonthoz és az égtájakhoz viszonyított látszólagos helyzetét tudja meghatározni, illetve fordítva, ezek ismeretében a jelenségek időpontját vagy a földrajzi helyet, ahonnan ezek látszanak.

## Története

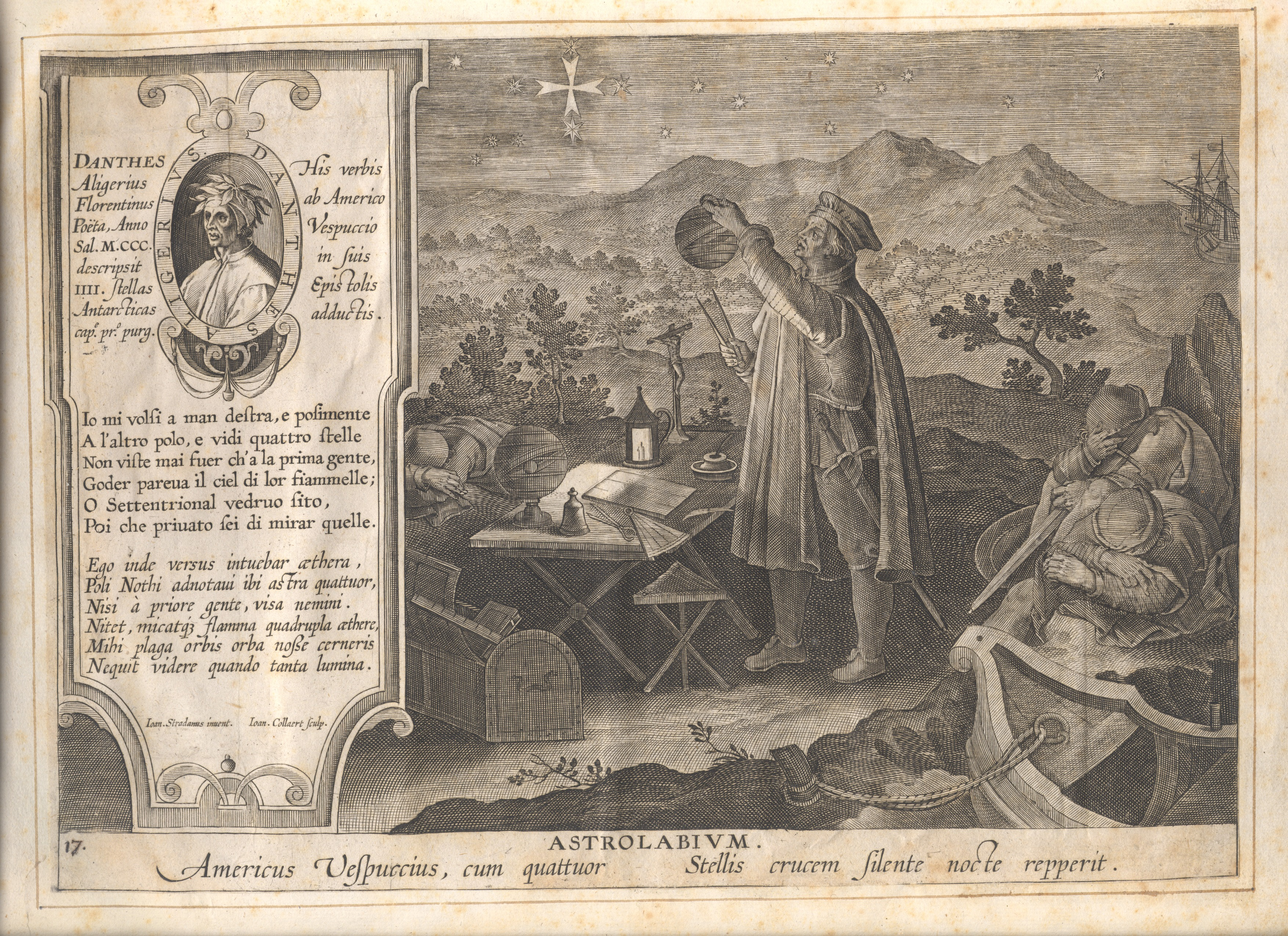
Amerigo Vespucci felfedezi a Dél Keresztje csillagképet egy Asztrolábiummal. A helymeghatározó eszközök: iránytű, asztrolábium használata néhány csillagászati számítás gyors elvégzését tette lehetővé a középkori tengeri navigációban

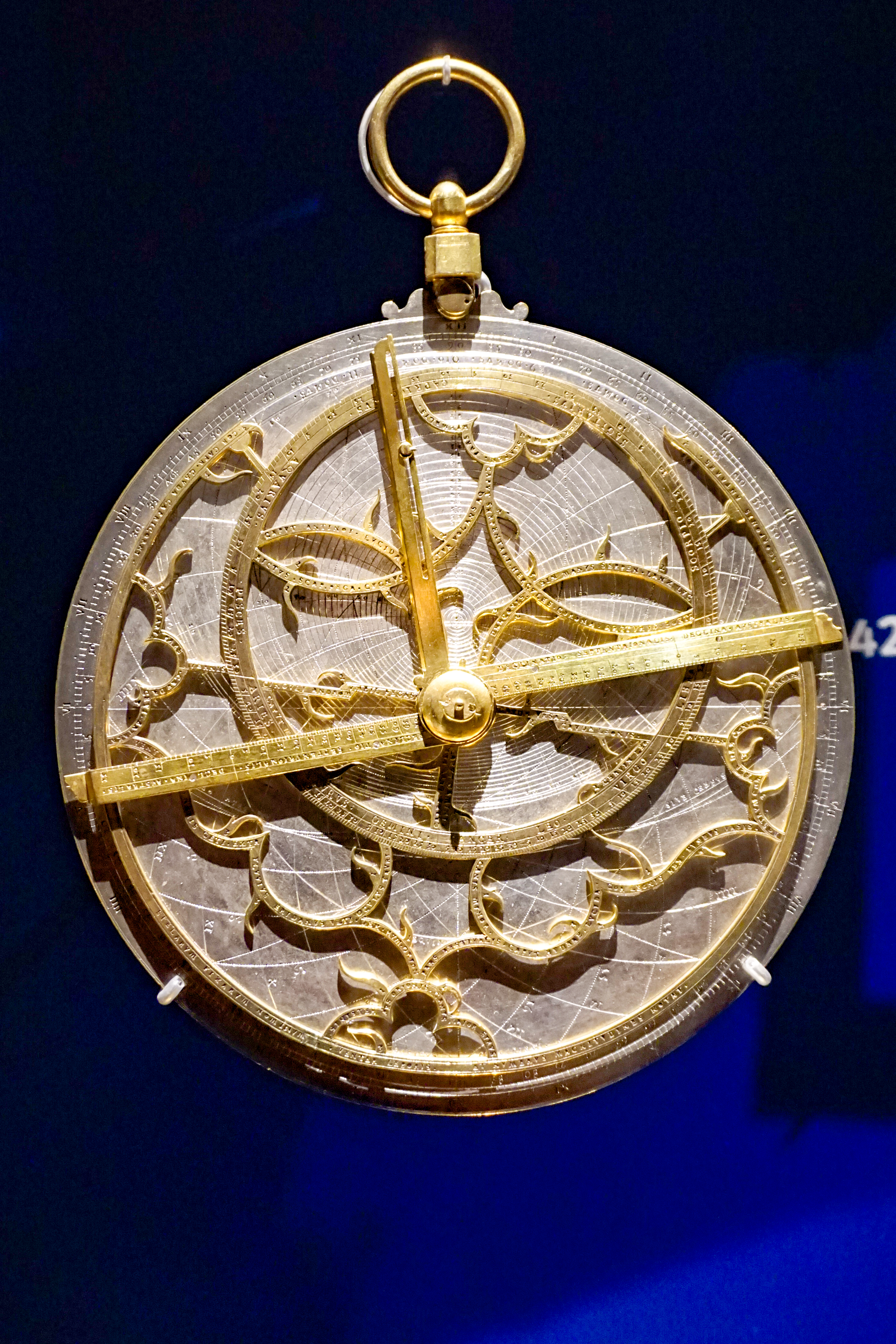
Asztrolábium, Landesmuseum Württemberg

Egyes források szerint Alexandriai Hüpatia tudósnő fejlesztette ki, de legalábbis értett a készítéséhez. Néhány történész az asztrolábium kifejlesztését az i. e. 2. századi görög Hipparkhosznak tulajdonítja, mások szerint pedig a perzsa Al-Fazariról állítják, hogy ő építette az elsőt. Abud Hasszán Ali a 13. században leírta az arabok által használt csillagászati műszereket, ezek közül szerepelt az európai gyűjteményekben is előforduló asztrolábium.
Tengeren az asztrolábium használata nehézkes volt, mert a megfigyelőnek közvetlenül a Napba kellett néznie. Bár a vakító hatást kormozott üveggel csökkentették, ez a művelet elvakította a megfigyelőt, és pontatlanná tette a leolvasást. Hajnalban vagy szürkületben a fő probléma az volt, hogy az észlelőnek egyszerre kellett volna látni a horizontot és a megfigyelt égi objektumot – ez mindkét szemmel előre nézve nem volt könnyű. További pontatlanságokat okozott a hajó dülöngélő és bukdácsoló mozgása, ami megnehezítette a horizont beállítását. A tengeri asztrolábiumot ezért idővel a nagyon egyszerű és viszonylag pontos Jákob-pálca váltotta fel.

## Felépítése
Az asztrolábium alapvető részei:
- Az asztrolábium teste a máter, mely a peremén elöl-hátul fok-, illetve órabeosztásos, a hátlapon grafikus nomogramokkal. Az elülső oldalán körlap alakú süllyesztés van, melybe a többi rész tehető cserélhető módon.
- A cserélhető, korong alakú rézlemezek a tympanumok, melyeken adott földrajzi szélességnek megfelelően a horizontális és ekvatoriális koordináta-rendszer együttes koordináta-vonalai vannak feltüntetve. A vonalak hálózatát szférikus projekciós szerkesztéssel kaphatjuk, a középpontban az északi égi pólussal.
- Ezen helyezkedik el a középpont körül elforgatható áttört rézlemez, a rete, melyen az ekliptika köre illetve a legfényesebb csillagokra mutató kampók találhatók.
- Az asztrolábiumon még egy óramutató- vagy vonalzószerű irányzék is található, mely a peremen lévő fokbeosztás leolvasásához szükséges illetve az égitestek horizont feletti magasságának méréséhez kell.